# Gottfried Salomon
Gottfried Salomon (später Salomon-Delatour) (* 21. November 1892 in Frankfurt am Main; † 27. April 1964 ebenda) war ein deutsch-amerikanischer Soziologe und Nationalökonom.

## Leben
Salomon wurde 1916 bei Georg Simmel in Straßburg promoviert. Nach seiner Promotion arbeitete er zwei Jahre lang als Leiter der statistischen Abteilung bei der AEG in Berlin. Seit 1920 war er auch als Redakteur für Soziologie in der von Martin Buber herausgegebenen Zeitschrift Der Jude tätig.
Salomon kam 1921 als Assistent von Franz Oppenheimer an die Universität Frankfurt am Main und habilitierte sich noch im gleichen Jahr bei Oppenheimer in Soziologie. In der Folgezeit unterrichtete er als Privatdozent und vertrat Oppenheimer, wenn dieser auf Reisen war, oder hielt gemeinsame Vorlesungen mit ihm ab. Seit 1925 war Salomon nichtbeamteter ao. Professor der Soziologie. Von 1925 bis 1927 war Salomon Herausgeber des Jahrbuchs für Soziologie. 1921 heiratete er Hildegard Krohn, mit der er einen Sohn hatte. Die Ehe wurde 1930 wieder geschieden.
Bei Christoph Henning finden sich Hinweise, dass sich Salomon Hoffnungen auf Oppenheimers Lehrstuhl machte, als dieser 1929 Frankfurt verließ. Stattdessen übernahm ihn Karl Mannheim nach seiner Berufung als Oppenheim-Nachfolger und beschäftigte ihn weiter als habilitierten wissenschaftlichen Assistenten.
Salomon war von 1928 bis 1931 der Organisator der Davoser Hochschulkurse, „zu denen jeweils hunderte Studenten und viele berühmte Professoren kamen (Albert Einstein beispielsweise gab ein Benefizkonzert).“ Für Henning sind sie Teil „eines breiteren außeruniversitären Engagements für die Völkerverständigung, insbesondere mit Frankreich“, welches Salomon Ende der 1920er Jahre an den Tag gelegt habe. Zu diesen außeruniversitären Engagements zählt auch, dass Salomon im November neben dem Schulleiter Richard Oehlert Gründungsvorsitzender einer Deutsch-Französischen Gesellschaft in Frankfurt wurde. 1930 erhielt er zu seinem Lehrauftrag in Soziologie an der Universität einen weiteren für Französische Staats- und Gesellschaftskunde.
Salomon wurde 1933 nach § 3 des Gesetzes zur Wiederherstellung des Berufsbeamtentums die Lehrbefugnis entzogen. Er emigrierte zunächst nach Rom und ging dann Ende 1933 nach Paris. Bis 1940 war er Professor an der Sorbonne. und Herausgeber der Information Economique.
1941 floh Salomon mit Hilfe des Emergency Rescue Committees in die USA, wo er von 1941 bis 1943 als Professor an der New School for Social Research in New York lehrte. Hier nahm er als zweiten Nachnamen den Geburtsnamen seiner Mutter an, Delatour, möglicherweise um Verwechslungen mit Albert Salomon zu verhindern, der ebenfalls als Emigrant in New York lehrte. 1942 las er zudem an der University of Denver. Während des Zweiten Weltkrieges beriet er das War Department in Washington, D.C. In den Jahren 1946–1950 war Salomon, der seit 1947 die US-amerikanische Staatsbürgerschaft besaß, Soziologieprofessor an der Columbia University.
Was Salomon-Delatour ab 1950 in den USA tat, ist nicht dokumentiert. Auf der Webseite Studiumdigitale Universität Frankfurt: Gottfried Salomon-Delatour wird berichtet, er habe sich ab 1950 um die Remigration nach Frankfurt und um eine Wiederanstellung an der dortige Universität bemüht – offenbar ohne Erfolg, denn einige Widersacher seien der Meinung gewesen, dass er im Exil nicht genug für die Lehre getan habe. 1954 übernahm Salomon-Delatour dann eine Gastprofessur in Hamburg und stellte einen Antrag auf Wiedergutmachung. Gegen den Ablehnungsbescheid klagt Salomon-Delatour und bekommt nach vier Jahren Recht. 1958 erging ein  Wiedergutmachungsbescheid in dessen Folge ihm die Frankfurter Universität trotz internen Widerstands den Status eines emeritierten Professors und Emeritenbezüge zugestand. 1958 erfolgte seine endgültige Rückkehr nach Deutschland, und von 1959 bis zu seinem Tod im Jahre 1964 unterrichtete er im Rahmen eines Lehrauftrags Soziologie an der Philosophischen Fakultät der Universität. Überlegung, dass Salomon an der neu gegründeten Universität Konstanz ein Institut für Sektenforschung leiten sollte, wurden durch seinen Tod hinfällig.
Zu Salomons Frankfurter Studenten der 1920er Jahre gehörten Theodor W. Adorno und Walter Benjamin, zu seinen Schülern nach 1958 Otthein Rammstedt.
Der Nachlass Salomon-Delatours befindet sich im Universitätsarchiv Bielefeld und im Internationalen Institut für Sozialgeschichte in Amsterdam.

## Schriften (Auswahl)
- Beitrag zur Problematik von Mystik und Glaube. Singer, Straßburg 1916. Zugleich Diss. phil. Universität Straßburg (bei Georg Simmel)
- Die Geschichte der neuzeitlichen Gesellschaft und Gesellschaftswissenschaft bis zur Französischen Revolution. Habilitationsschrift 1921 (bei Franz Oppenheimer)
- Pierre-Joseph Proudhon und der Sozialismus. Paul Cassirer, Berlin 1922
- Das Mittelalter als Ideal in der Romantik. Drei Masken, München 1922
- Zur deutsch-französischen Verständigung, in: Deutsch-Französische Rundschau, Jg. 2, 1929, H. 1, S. 6–9
- Deutsch-französische Kulturpolitik. 1928[14]
- Allgemeine Staatslehre. Spaeth & Linde, Berlin 1931
- Staatsrecht in Deutschland.- In: Freie Wissenschaft. Ein Sammelbuch aus der deutschen Emigration herausgegeben von E[mil] J[ulius] Gumbel. Sebastian-Brant Verlag: Strasbourg 1938. Seiten 174–189
- À propos des sociologies de la guerre, in Revue Internationale de Sociologie (Gegr. von René Worms), Paris, Jg. 46, H. 7, 1939
- Politische Soziologie. Enke, Stuttgart 1959
- Susanne Stöber: Die Lehre Saint-Simons. Reihe: Politica, 7. Hg. und Einleitung Gottfried Salomon-Delatour. Luchterhand, Neuwied 1962
- Moderne Staatslehren. Reihe: Politica, 18. Luchterhand, Neuwied 1965
- Schriften. Hrsg. Christoph Henning. Reihe: Klassiker der Sozialwissenschaften. VS-Verlag, Wiesbaden 2011 ISBN 978-3-531-16579-0